# Матвиевский, Николай Геннадьевич
Николай Геннадьевич Матвиевский (1898, Толгоболь, Ярославская губерния — 25 августа 1938, Коммунарка) — комбриг РККА, начальник Саратовской бронетанковой Краснознамённой школы и начальник кафедры тактики Военной академии механизации и моторизации РККА. Репрессирован и расстрелян в 1938 году, реабилитирован в 1957 году.

## Биография
Родился в 1898 году в селе Толгоболь Ярославского уезда Ярославской губернии (ныне Ярославский район, Ярославская область). Русский, из семьи священника. Окончил в 1918 году духовную семинарию, до военной службы работал счетоводом.
Мобилизован в Красную армию в ноябре 1918 года, воевал на Северном фронте Гражданской войны. Член ВКП(б) с 1919 года. Нёс службу в запасном батальоне (январь 1919 года), также был газовым наблюдателем 17-го стрелкового полка внешней охраны и обороны железных дорог (с января по сентябрь 1919 года), заведующим клубом 22-го отдельного стрелкового батальона обороны железных дорог (с октября по ноябрь 1919 года), заведующим гарнизонным клубом в Котельниче (с ноября 1919 по июнь 1920 годов), заведующим клубом 441-го отдельного батальона войск ВОХР (с июня по октябрь 1920 года), секретарём начальника политотдела обороны железных дорог 6-й отдельной армии (с октября по ноябрь 1920 года), секретарём политического секретариата 100-й бригады ВНУС (с ноября по декабрь 1920 года). Также был в резерве политработников политотдела 6-й отдельной армии (с декабря 1920 по январь 1921 годов).
После окончания Гражданской войны занимал разные должности в РККА и в военно-учебных заведениях. С января 1921 года — военный комиссар транспорта управления снабжения 6-й армии, позже стал комиссаром управления. С июня того же года помощник Запорожского губернского военного комиссара, в январе 1922 года назначен исполняющим должность этого комиссара. С мая 1922 года в распоряжении Политуправления Реввоенсовета Республики, в июне того же года назначен военным комиссаром учебной команды штаба зенитной артиллерии особого назначения. С августа того же года был помощником военного комиссара повторной школы АОН, в марте 1923 года назначен военным комиссаром школы, с ноября 1924 года — военный комиссар Курсов усовершенствования комсостава АОН.
В 1925—1928 годах — слушатель основного факультета Военной академии имени М. В. Фрунзе, после его окончания проходил практическую подготовку как командир батареи артиллерийского полка Московской пролетарской стрелковой дивизии. С декабря 1929 года — исполняющий должность начальника 1-го отдела учебно-строевого управления УММ РККА. В феврале 1931 года назначен помощником начальника этого управления, позже стал заместителем начальника 1-го управления Управления механизации и моторизации РККА. В 1933—1935 годах — начальник и военный комиссар Саратовской бронетанковой Краснознамённой школы. С августа 1935 года был руководителем оперативно-тактического цикла Военной академии механизации и моторизации имени Сталина, в дальнейшем исполнял должность начальника кафедры тактики бронетанковых войск. Имел звание комбрига. Проживал в Москве.
17 марта 1938 года арестован по обвинению в участии в «военно-фашистском заговоре». 29 мая под давлением следователей он подписал протокол на 66 листах, в котором утверждалось об участии Матвиевского в Ярославском восстании, причастности к «военно-фашистскому заговору» с 1932 года, вербовке заговорщиков в Саратовском танковом училище и шпионаже в пользу Японской империи. 20 августа включён в список бывших военных работников, подлежащих суду Военной коллегии Верховного суда СССР. 25 августа того же года Военной коллегией Верховного суда СССР признан виновным и приговорён к расстрелу, приговор приведён в исполнение в этот же день. Похоронен в Коммунарке (Московская область). Посмертно реабилитирован 6 июня 1957 года определением Военной коллегии.

## Комментарии
1. ↑  В ряде источников указана фамилия Матвеевский[1][2]